# Юрченя, Марина Владленовна
Мари́на Владле́новна Юрче́ня (в замужестве — Першина, род. 9 ноября 1959 года) — советская пловчиха, призёр Олимпийских игр 1976 года. Заслуженный мастер спорта СССР (1976).

## Биография
Родилась 9 ноября 1959 года в Одессе. Тренировалась у Бориса Зенова. 
В 1974 году завоевала бронзовую медаль чемпионата Европы на дистанции 200 м брассом. В 1975 году стала чемпионкой СССР на дистанции 200 м брассом. В 1976 году вновь стала на этой дистанции чемпионкой СССР, а на Олимпийских играх в Монреале завоевала на этой дистанции серебряную медаль, уступив Марине Кошевой.
Заместитель начальника школы плавания ЦСКА.